# عتلة

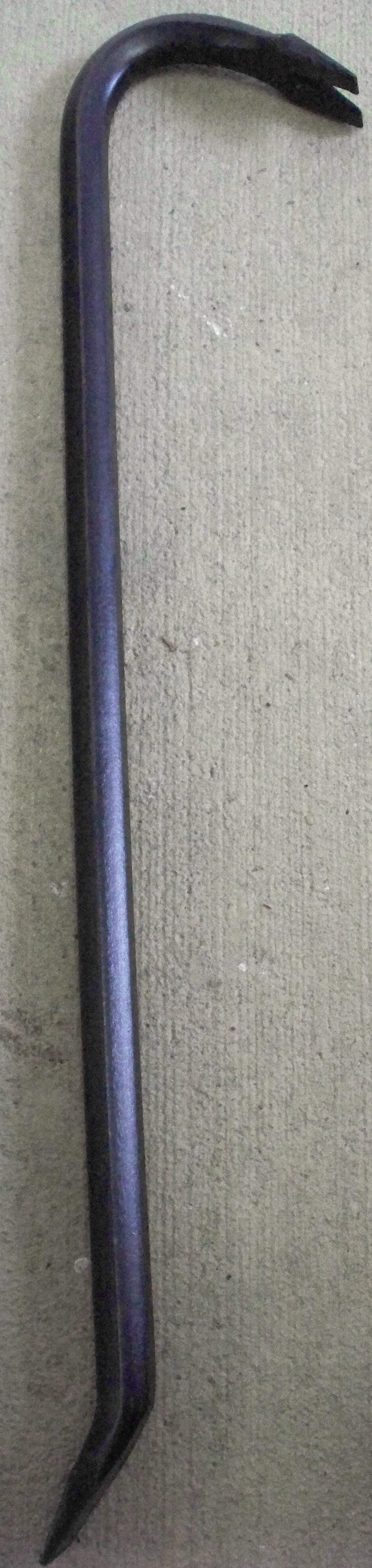
عتلة

العَتَلة أو المُخْل (بالإنجليزية: crowbar)‏ هي أداة تتكون من عمود معدني واحد ذو نهاية منحنية وفي بعض الأحيان مع شق صغير في أحد أو كلا الطرفين لإزالة المسامير. وتسمى بشكل غير رسمي في بلدان غير أمريكية كبريطانيا وأستراليا بـجيمي. غالباً ما يستخدم مصطلح جيمي للإشارة للأداة عند استخدامها من أجل السرقة. تستخدم كرافعة إما لفصل جزئين بقوة أو لإزالة المسامير. وتستخدم العتلة عادة لفتح الصناديق الخشبية.

## التأثيل
أصلة كلمة المُخل هو يوناني من «مُخلُس» «mochlos» وعربيه العتلة الزُّبرة.

## مواد البناء

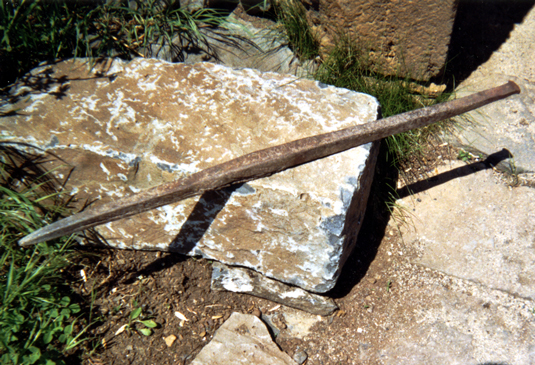
في القرن 19 كان كل من الأميركيين والبريطانيين والأستراليين والنيوزيلنديين يطلقون عليها اسم crowbar

تصنع عادة من الكربون-المتوسط الصلابة وأحياناً من التيتانيوم، والتي تتميز بكونها أخف وزناُ وغير مغناطيسية.